# ユニオンシティ (ジョージア州)
ユニオンシティ（Union City）は、アメリカ合衆国ジョージア州のフルトン郡にある都市。人口は2万6830人（2020年）。アトランタ南方のベッドタウンである。

## 概要
1908年に法人化した。市名の由来は定かでないが、鉄道か農業の労働組合に関係していると推定されている。
「Niche.com」の市場調査によるとユニオンシティの住宅価格は比較的低い反面、犯罪発生件数は高めとなっている。
2020年アメリカ合衆国国勢調査によると市の人口の88パーセントはアフリカ系アメリカ人である。

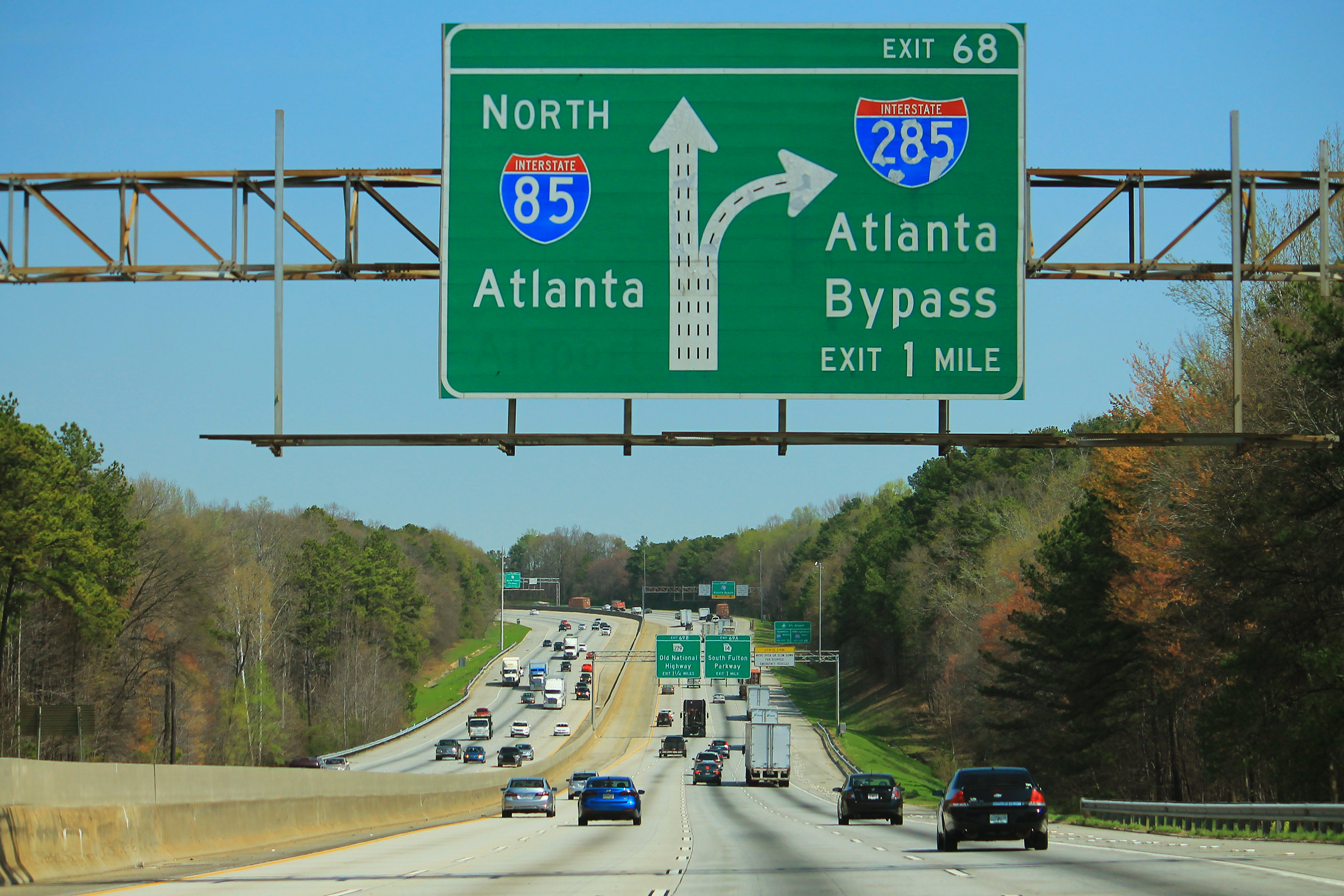
州間高速道路85号線